# Glinianki Załuskie
Glinianki Załuskie – dwa zbiorniki wodne w Warszawie, w dzielnicy Włochy w rejonie ulicy Emaliowej.

## Położenie
Glinianki leżą po lewej stronie Wisły, w Warszawie, w dzielnicy Włochy, w rejonie osiedla Załuski, w pobliżu ulicy Emaliowej i Katalogowej, tuż przy administracyjnej granicy miasta. Znajdują się w sąsiedztwie drogi ekspresowej S2 stanowiącej południową obwodnicę Warszawy.
Program Ochrony Środowiska dla m. st. Warszawy na lata 2009-2012 z uwzględnieniem perspektywy do 2016 r. podaje, że stawy położone są na wysoczyźnie. Ich powierzchnia wynosi 0,4842 (dla stawu położonego po północnej stronie ul. Emaliowej) i 0,3984 ha (dla stawu położonego na południe od tej ulicy), łącznie 0,8826 ha. Według innych źródeł jest to w sumie 0,86 lub 0,80 ha. Długość linii brzegowej obu akwenów wynosi 550 m. Średnia głębokość mniejszego ze zbiorników wodnych wynosi 2,25 m.

## Historia

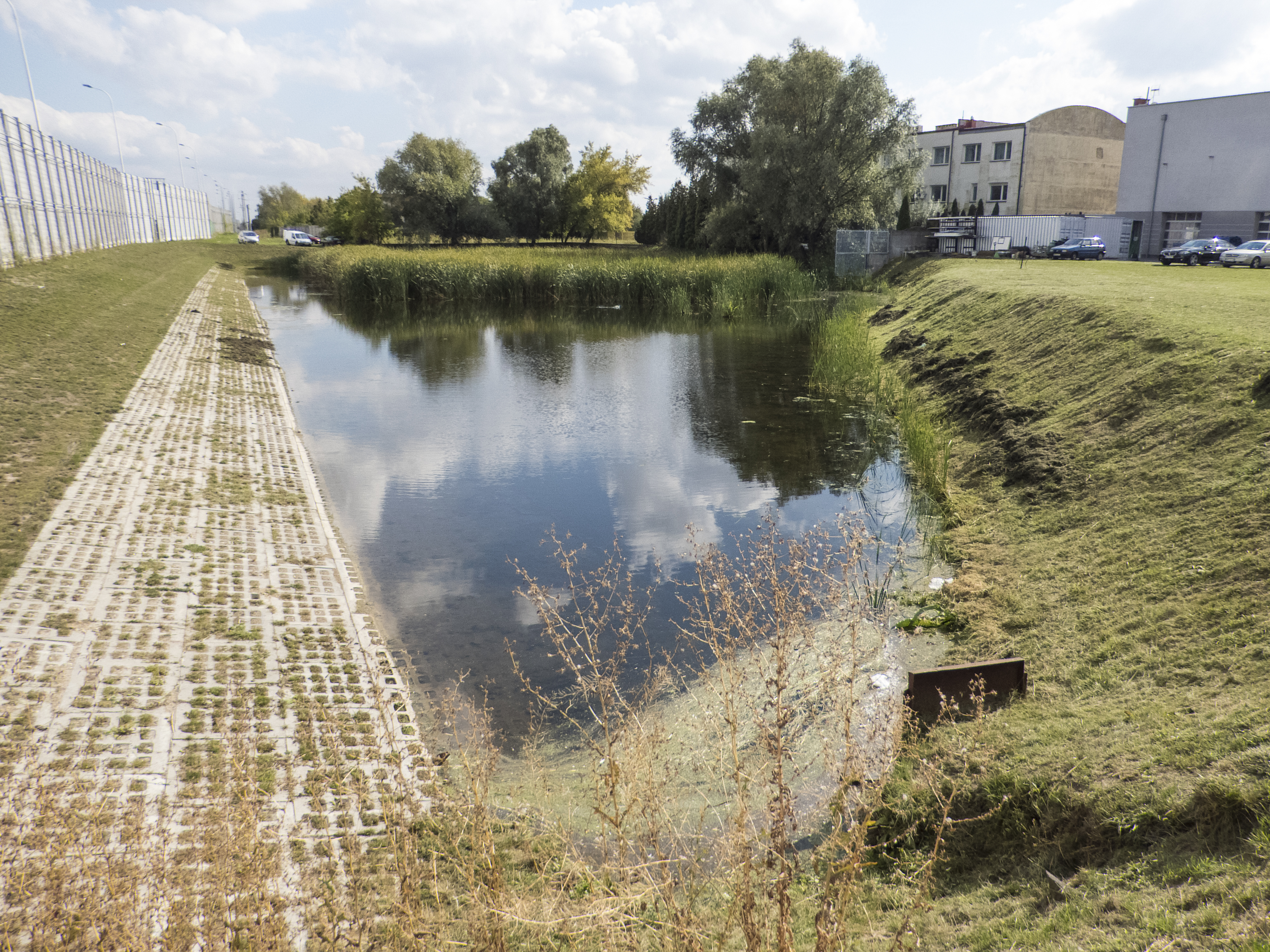
Większa z glinianek, częściowo zasypana w wyniku budowy drogi S2 (widok od północnego zachodu).

Stawy są gliniankami. Powstały w wyniku zalania wodą wyrobiska iłów. Pierwsza cegielnia na terenie Włoch powstała w 1842 r. Od tego czasu notuje się rozwój tej gałęzi przemysłu w okolicach. Głównym jego inicjatorem na tym terenie był Andrzej Koelichen (1791–1861), właściciel majątku włochowskiego. Materiał do produkcji cegieł pozyskiwano z różnych miejsc, które zmieniano po wyczerpaniu surowca. Tak powstały również inne włochowskie stawy jak: Staw Koziorożca, czy Stawy Cietrzewia.
Obecnie Glinianki Załuskie składają się z dwóch zbiorników wodnych, w przeszłości był jeszcze trzeci, lecz został zasypany. Większy z obecnie istniejących akwenów, położony na północ od ulicy Emaliowej został częściowo zasypany w wyniku budowy południowej obwodnicy Warszawy (lata: 2010–2013). Przed pracami miał powierzchnię 0,8698 lub 1,06 ha, a jego średnia głębokość wynosiła 3,45 m.

## Przyroda
W 2004 roku na terenie glinianek i w okolicach stwierdzono występowanie kaczki krzyżówki. Spotkać tu można także łyskę, perkoza dwuczubego, sikory, kosy i słowiki.
Glinianki są częścią zieleńca należącego do Skarbu Państwa o łącznej powierzchni 3,77 ha.